# ČSD EM 488.0 sorozat

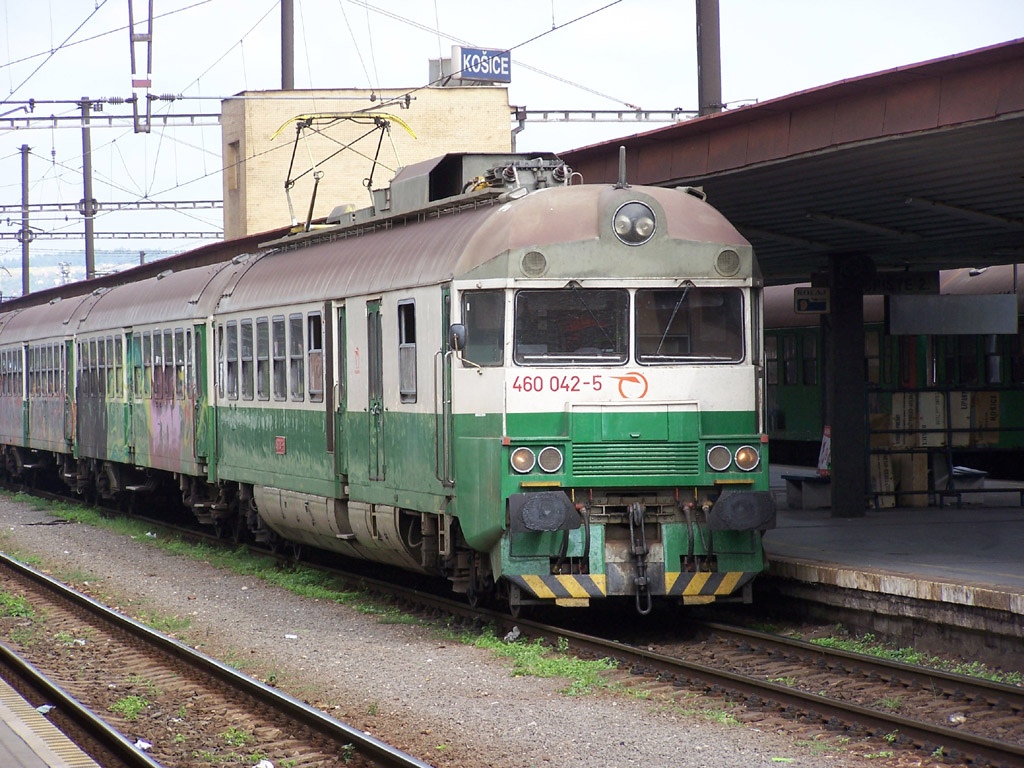
Egy ZSSK 460 sorozatú motorvonat Kassán

A ČSD EM 488.0 sorozat egy cseh Bo'Bo'+2'2'+ 2'2'+2'2'+Bo'Bo' tengelyelrendezésű, 3 kV DC áramrendszerű villamosmotorvonat-sorozat. A prototípus 1971-ben készült el, a sorozatgyártás 1975 és 1978 között történt. Összesen 43 jármű lett legyártva. Maximális sebessége 110 km/h. Beceneve: Pantográf.
Csehszlovákia felbomlása után a motorvonatok a ČD-hez mint ČD 460 sorozat és a ŽSR-hez, mint ŽSR 460 sorozat kerültek.